# Partido del Trabajo (Lituania)
El Partido del Trabajo (en lituano: Darbo partija, DP) es un partido político de Lituania de ideología centro populista, fundado el 2003 por el millonario de origen ruso Viktor Uspaskich.
En su primera prueba electoral, las elecciones europeas de 2004, logró un gran éxito con el 30,2% de los votos y 5 eurodiputados. Se unió al Partido Demócrata Europeo y al grupo de la Alianza de los Liberales y Demócratas por Europa. En las elecciones parlamentarias de 2004 obtuvo el 28,4% de los votos y 39 de 141 escaños, resultado el partido más votado en el Seimas. Después de las elecciones formó un gobierno de coalición con los Partido Socialdemócrata Lituano y Nueva Unión (Social Liberales).
En las elecciones parlamentarias de 2008 el partido se presentó en coalición con el partido Juventud, pero fue derrotado y solo obtuvo 10 escaños en el Parlamento y el 9% de los votos, y debido a sus otros socios de coalición, Nueva Unión (Social Liberales) y los socialdemócratas, la coalición de gobierno dirigida por Andrius Kubilius, se formó una nueva coalición entre Unión de la Patria - Demócrata-Cristianos Lituanos, Partido de la Resurrección Nacional, y el Movimiento de los Liberales de la República de Lituania, que tenía 72 de 141 escaños, dejando al partido en la oposición.

## Resultados electorales

### Seimas
| Elección | Votos        | %    | Escaños | +/– | Posición | Gobierno                           |
| -------- | ------------ | ---- | ------- | --- | -------- | ---------------------------------- |
| 2004     | 340,035 (PR) | 28.4 | 39/141  | 38  | 1.º      | Coalición (2004−2006)              |
| 2008     | 111,149 (PR) | 8.9  | 10/141  | 29  | 6.º      | Oposición                          |
| 2012     | 271,520 (PR) | 18.8 | 29/141  | 19  | 3.º      | Coalición                          |
| 2016     | 59,620 (PR)  | 4.8  | 2/141   | 27  | 7.º      | Coalición (2016–2018 y desde 2018) |
| 2020     | 110,780 (PR) | 9.8  | 10/141  | 8   | 3.º      | Oposición                          |

### Parlamento europeo
| Año  | Votos   | % sobre total | Escaños |
| ---- | ------- | ------------- | ------- |
| 2004 | 363,931 | 30.16%        | 5/13    |
| 2009 | 48,368  | 8.56%         | 1/12    |
| 2014 | 146,607 | 12.38%        | 1/11    |
| 2019 | 113.189 | 9.00%         | 1/11    |